# Chorągiew nadworna Zygmunta II Augusta
Chorągiew nadworna Zygmunta II Augusta – najstarsza z zachowanych polskich chorągwi narodowych, pochodząca z 1553 roku. Określana mianem nadwornej lub państwowej, pełniła funkcję ceremonialną na dworze Zygmunta II Augusta. Zachowana w zbiorach Zamku Królewskiego na Wawelu, ze względu na wybitne walorami malarskie i niezwykłą skalę zabytku, uznawana za jedno z ważniejszych artystycznych świadectw potęgi ostatnich Jagiellonów.

## Historia
Chorągiew została wykonana prawdopodobnie z okazji ślubu Zygmunta Augusta z Katarzyną Habsburżanką. Ślub i koronacja królowej odbyły się 30 lipca 1553 roku w Krakowie. Chorągiew została sporządzona w tym mieście przez malarza związanego z dworem królewskim. Malowana jest swobodnie i zdradza rękę biegłego rzemieślnika.
Występujące na chorągwi herby zostały wcześniej opisane w Statutach Łaskiego z 1506 roku, zbiorze praw i przywilejów obowiązujących w Królestwie Polskim. Na drzeworycie, umieszczonym w statutach, przedstawiono siedzącego na tronie króla Aleksandra, stryja Zygmunta Augusta, senatorów i posłów, których otaczają herby państwa, prowincji, ziem i ziem lennych królestwa. Taki program heraldyczny wyraża podstawy dynastyczne monarchii, strukturę terytorialną państwa oraz kierunki polityki zagranicznej. Przedstawienie w polu sercowym herbu Habsburgów, wiąże ten cenny zabytek historyczny z postacią królowej – Katarzyną Habsburżanką.
W 1795 roku, po grabieży skarbca przez Prusaków, przechowywał ją Tadeusz Czacki, który uzyskał zgodę na zabranie przedmiotów porzuconych przez grabieżców. W 1818 roku, po śmierci Czackiego, została sprzedana rodzinie Czartoryskich, którzy przenieśli ją do Puław. Tam chorągiew pozostawała do roku 1831, kiedy wobec groźby zniszczenia pałacu w czasie powstania listopadowego, ukryto ją w kościele we Włostowicach. Stamtąd w roku 1848 zabrali ją Rosjanie i umieścili w zbiorach Ermitażu. Rewindykowana z Rosji na mocy postanowień traktatu ryskiego, powróciła na Wawel w 1928 roku. Wówczas przeszła konserwację, aby w latach 1930-39 stać się jednym z głównych eksponatów w Skarbcu Koronnym. Po wybuchu II wojny światowej nie została ewakuowana, lecz ukryte przed zniszczeniem przez Adolfa Szyszko-Bohusza i Karola Kurpielskiego z Elektrowni Miejskiej – początkowo na Wawelu, następnie w 1941 roku została oddana na przechowanie do Muzeum Narodowego. Wróciła do Skarbca Koronnego w 1945 roku.
Od 30 czerwca 2022 roku zabytkową chorągiew można oglądać na wystawie Nowy Skarbiec Koronny na Wawelu.

## Opis
Na kremowym (pierwotnie białym), jedwabnym materiale, wyciętym w trzy zęby, namalowano farbami, z użyciem złota i srebra, wielki, pięciodzielny kartusz z herbami Polski i Litwy oraz Belką Habsburgów w polu sercowym, nakryty zamkniętą koroną. Jest otoczony 22 herbami, umieszczonymi w laurowych wieńcach, oplecionych złotymi wstęgami i przewiązanych złotym sznurem, którego końce trzyma w dziobie orzeł siedzący na koronie. Po obu stronach orła znajdują się herby rodowe Jagiellonów – podwójny krzyż i kolumny. Dalej znajdują się herby Mołdawii i po przeciwnej stronie Księstwa Mazowieckiego, a potem kolejno od góry herby: województwa poznańskiego i wielkiego mistrza Zakonu Krzyżackiego, ziemi sieradzkiej i Księstwa Słupskiego, ziemi łęczyckiej i ziemi sandomierskiej, ziemi kujawskiej i ziemi kaliskiej, województwa ruskiego i ziemi lubelskiej, ziemi chełmskiej i ziemi przemyskiej, Prus Królewskich i ziemi bełskiej, ziemi dobrzyńskiej i ziemi wieluńskiej, na dole Podola i ziemi halickiej. Na piersiach srebrnych Orłów – herbu Polski, znajdują się splecione litery SA (Sigismundus Augustus) – królewski monogram znany także z innych realizacji, przede wszystkim z brukselskich tapiserii z kolekcji władcy.
Według Magdaleny Ozgi, kierowniczki zbioru tkanin w Zamku Królewskim na Wawelu, chorągiew charakteryzuje się wybitnymi walorami malarskimi, co przy niezwykłej skali zabytku czyni ze niej jedno z ważniejszych artystycznych świadectw potęgi ostatnich Jagiellonów.